# Ceratogymna
A Ceratogymna a madarak osztályába, a szarvascsőrűmadár-alakúak (Bucerotiformes) rendjébe és a szarvascsőrűmadár-félék (Bucerotidae) családjába tartozó nem.

## Rendszerezésük
A nemet Charles Lucien Jules Laurent Bonaparte francia ornitológus írta le 1854-ben, az alábbi 2 faj tartozik ide:
- feketesisakos szarvascsőrű (Ceratogymna atrata)
- buzogányfejű szarvascsőrű (Ceratogymna elata)

## Előfordulásuk
Afrika nyugati és középső részén honosak. Természetes élőhelyei a szubtrópusi és trópusi síkvidéki esőerdők, száraz erdők és szavannák, valamint emberi környezet. Állandó, nem vonuló fajok.

## Megjelenésük
Testhosszuk 70 centiméter körüli.